# My Undesirable Friends: Part I – Last Air in Moscow
My Undesirable Friends: Part I – Last Air in Moscow ist ein US-amerikanischer Dokumentarfilm über Medien in Russland nach dem russischen Überfall auf die Ukraine 2022 von Julia Loktev aus dem Jahr 2024.

## Inhalt
Ende 2021 kommt die Regisseurin Julia Loktev nach Moskau, um eine Handvoll Journalistinnen zu begleiten, die trotz Zensur weiterhin unabhängige Nachrichten verbreiten. Kurz darauf überfällt Russland die Ukraine und die Journalistinnen versuchen noch, die wahre Lage des Krieges zu berichten. Bald werden sie allerdings als ausländische Agenten gebrandmarkt und müssen aus Russland fliehen.

## Produktion
Der Film wurde von Loktev in den USA zusammen mit Marminchilla produziert. Er feierte am 13. Oktober 2024 seine Premiere beim New York Film Festival. Bei der Berlinale 2025 wurde der Film in der Sektion Berlinale Special gezeigt.
Der Untertitel des zweiten Teils soll Exile sein und das Material ist großteils gefilmt. Laut Loktev habe der Schnitt bereits begonnen, aber ihr fehle noch ein passendes Ende.

## Rezeption
Keith Uhlich im Slant Magazine findet den Film gut gelungen. Die Atmosphäre und die gezeigten Personen würden dem Film Emotionalität verleihen. Allerdings sei der Film teils oberflächlich und es würden tiefergehende Narrative fehlen.
Lauren Wissort in IndieWire beschreibt, wie der Film den Zuschauer in seinen Bann zieht und geradezu süchtig mache. Auch gehe es gegen Ende um die wichtigen Fragen im Leben.